# 나움 가보

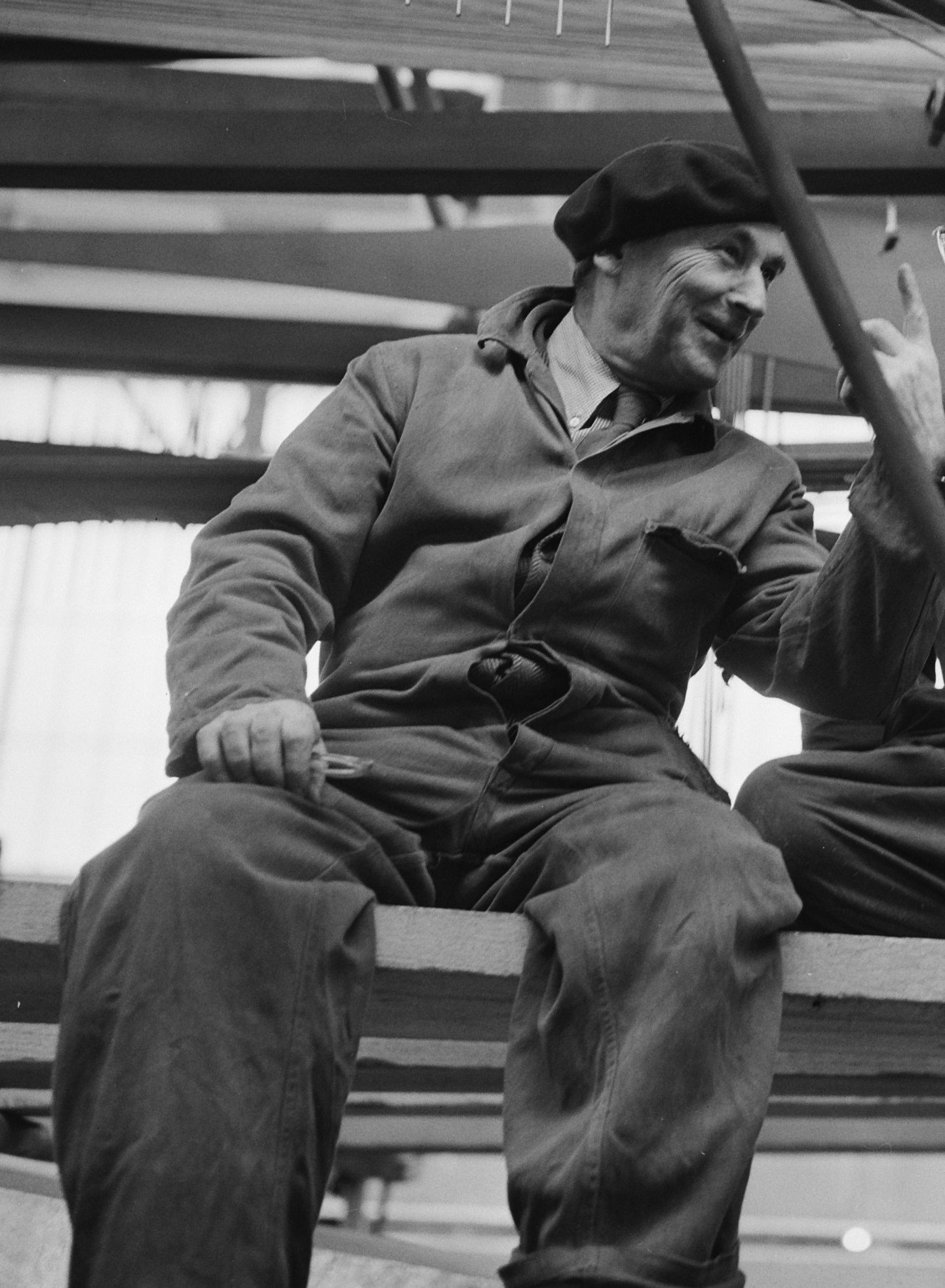

나움 가보(Naum Gabo, 본명: Naum Neemia Pevsner, 1890년 8월 5일 ~ 1977년 8월 23일)는 러시아의 조각가이다.
러시아의 브리안스크에서 출생한 그는 구상주의에서 추상조각에의 길을 개척한 조각가이며 화가이자 조각가인 앙투안 페브스너(Antoine Pevsner)의 동생이기도 하다. 처음 뮌헨에서 의학·수학·물리학 등을 수학하였으나 1914년 파리에 체재하면서 아키펭코를 위시한 파리 전위미술가와 사귀게 되어 조각으로 전환하였고, 1915년에서 1917년에 걸친 스톡홀름 체재 중에 큐비즘의 원칙에 입각한 최초의 조각작품을 제작하였다. 러시아 혁명 이후 그의 모국에서 말레비치와 더불어 구성주의를 추진, 1920년 형과 함께 구성주의를 기본이념으로 하는 '리얼리스트 선언'을 발표하였다. 이 시기에 그는 키네틱한 작품을 만들고 있었다. 1922년 베를린에서 바우하우스에 협력하였고, 1932년 파리에서는 압스트락숑 크레아숑에 참가하였다. 이 시기의 작풍은 금속과 글라스 등을 사용한 공간 구성이 특색이며 1946년 미국으로 이주하였다.